# Christian Kracht (Manager)
Christian Kracht (* 8. Juni 1921 in Hamburg; † 21. August 2011 bei Genf) war ein deutscher Journalist und Verlagsmanager in der Zeit des westdeutschen Wirtschaftswunders.

## Leben
Kracht, 1921 in Hamburg geboren, wuchs in einem sozialdemokratischen Elternhaus im schleswig-holsteinischen Meldorf auf. Im Zweiten Weltkrieg diente er in einem Infanterieregiment und wurde nach eigenen Angaben einmal verwundet. Er volontierte seit Dezember 1945 bei der Zeitung Die Welt in Hamburg unter Hans Zehrer im halb zerstörten Broschek-Haus. Danach arbeitete er bei der Jugendzeitschrift Benjamin. 1948 kam er nach einem vom neun Jahre älteren Axel Springer persönlich geführten Vorstellungsgespräch zu dessen neu begründetem Hamburger Abendblatt. Er erhielt kurz darauf ein Stipendium für die Universität Montana und volontierte danach beim San Francisco Chronicle. Nach seiner Rückkehr wurde er zu einem der engsten Mitarbeiter Axel Springers.
1953 hielt er sich länger in London auf, um den Kauf der Zeitung Die Welt durch Springer vorzubereiten. Danach arbeitete er als persönlicher Assistent des Verlegers. 1958 begleitete er Springer nach Moskau, wo dieser in persönlichen Gesprächen mit Nikita Sergejewitsch Chruschtschow die Vereinigung Deutschlands erreichen wollte. Ende der 1950er Jahre verhandelte Kracht die Übernahme des Berliner Ullstein Verlages. Danach war er Generalbevollmächtigter und erhielt das damals unerhörte Gehalt von 1,3 Millionen Deutsche Mark und gilt damit als bestbezahlter Manager der 60er Jahre in Deutschland. Nachdem sich Axel Springer massiven Protesten durch die 68er-Bewegung ausgesetzt gesehen hatte, wollte er sich von seinem Unternehmen trennen. 1970 verhandelte Kracht für Springer eine Übernahme des Verlagshauses durch Bertelsmann. Diese scheiterte und Springer entließ ihn. Kracht erhielt eine hohe Abfindung. Er lebte nun in der Schweiz und arbeitete ein Jahrzehnt als Anlageberater.
Nach der Selbsttötung des Springer-Sohns Sven Simon 1980 kam Kracht für drei Jahre zu Springer zurück und arbeitete erneut als Generalbevollmächtigter der Axel Springer AG. Man trennte sich 1983 und Kracht lebte bis zu seinem Tod in einem weitläufigen Anwesen am Genfersee.
Der 1966 geborene Journalist und Schriftsteller Christian Kracht ist sein Sohn.